# Arètades de Cnidos
Arètades (grec antic: Αρητάδης, llatí: Aretades) fou un historiador grec nadiu de Cnidos d'època incerta. Va escriure un llibre sobre afers macedonis (Μακεδονικά) en tres volums i un altre sobre història de les illes gregues en almenys dos volums (νησιωτικά). Segons Porfiri va escriure una altra obra, intitulada Περὶ συνεμπτώσεως.